# Наближені граничні умови Леонтовича — Щукіна
Мова йтиме про важливу в техніці НВЧ задачу знаходження зв'язку між тангенціальною складовою вектора електричного поля на межі діелектрика (перше середовище) та металу (друге середовище) з боку 1-го середовища зі значенням тангенціальної складової вектора напруженості магнітного поля у тій самій точці. Нагадаємо, що звичайні граничні умови пов'язують значення векторів поля на межі розподілу, але, по-перше, вони є однойменними ({\displaystyle \ E_{1}} та {\displaystyle \ E_{2}}), ({\displaystyle \ H_{1}} та {\displaystyle \ H_{1}}) і по-друге, знаходяться по різних боках межі.
В поширення плоскої хвилі в металах, було показано, що через високу провідність металів заломлена плоска хвиля поширюється у другому середовищі перпендикулярно до межі розділення при падінні плоскої хвилі під будь-яким кутом φ на межу розділення. При цьому між векторами поля {\displaystyle \ E_{m}} та {\displaystyle \ H_{m}} у другому середовищі буде виконуватись співвідношення:
{\displaystyle \ (1)} {\displaystyle \ E_{2m}=Z_{M}H_{2m}} де {\displaystyle \ Z_{M}} — хвильовий опір металу
Оскільки в другому середовищі плоска хвиля поширюється перпендикулярно до межі розподілення, то вектори {\displaystyle {\vec {E}}_{2m}} та {\displaystyle {\vec {H}}_{2m}} мають бути паралельними до цієї межі. Згідно із загальними умовами тангенціальні складові векторів {\displaystyle {\vec {E}}_{m}} та {\displaystyle {\vec {H}}_{m}} мають бути (у випадку відсутності в межі розподілу сторонніх струмів) неперервними:
{\displaystyle \ E_{1m\tau }=E_{2m\tau }} та {\displaystyle \ H_{1m\tau }=H_{2m\tau }}
Зробимо заміну у виразі {\displaystyle \ (1)}
{\displaystyle \ E_{2m}} на {\displaystyle \ E_{2m\tau }}, {\displaystyle \ H_{2m}} на {\displaystyle \ H_{2m\tau }},
{\displaystyle \ E_{2m\tau }} на {\displaystyle \ E_{1m\tau }}, {\displaystyle \ H_{2m\tau }} на {\displaystyle \ H_{1m\tau }}.
та отримаємо співвідношення
{\displaystyle \ (2)} {\displaystyle \ E_{1m}=Z_{M}H_{1m\tau }}
або у векторній формі:
{\displaystyle \ (3)} {\displaystyle E_{1m}=Z_{M}[{\vec {n}}_{o}H_{1m\tau }]} де {\displaystyle {\vec {n}}_{o}} — орт зовнішньої нормалі до металу.
Вирази {\displaystyle \ (2)} та {\displaystyle \ (3)} називаються наближеними граничними умови Леонтовича Щукіна, записаних у скалярній та векторній формах.
З цих умов випливає, що дотична складова напруженості електричного поля на поверхні реального металу відмінні від нуля. Зі зростанням провідності металу {\displaystyle \sigma \to \infty } ця складова прямує до нуля.
В інженерних задачах дотичну складову електричного поля на металі не враховують. Вважається, що структура поля над металом є такою ж самою. як і над ідеальним провідником. Вона враховується тоді, коли потрібно визначити втрати у реальному провіднику.